# Webcode
Ein Webcode ist eine wenige Stellen kurze Zeichenfolge, die in manchen Publikationen oder Online-Artikeln angegeben wird, um auf einer dazugehörigen Website nach Eingabe des Codes weiterführende Informationen zu erhalten.
Im Unterschied zu einem Kurz-URL-Dienst wird der Webcode in ein kleines Eingabefeld der dazugehörigen Website eingetragen. Anschließend wird man direkt zu der Zielseite geleitet.
Die weltweit erste Anwendung ist im Herbst 2001 an der Hochschule für Technik und Architektur HTABE in Bern vorgestellt worden. Pilotanwender waren Thunersee Tourismus, die Bern Lötschberg Bahn BLS mit ihrem Schifffahrtsplan und der Schulverlag Bern. Dieser nützt die Technologie als Paperlinks heute noch für seine gedruckten Schulmaterialunterlagen.
Der unter dem Namen "Paperlink" entwickelte Kürzeldienst war ein Ergebnis der Zusammenarbeit zwischen der code-it AG und der HTABE.